# Spirax-Sarco Engineering
Spirax-Sarco Engineering plc er en britisk producent af dampstyringssystemer, peristaltiske pumper og elektriske varme- og temperaturstyringssystemer. De har hovedkvarter i Cheltenham, England.